# Trematooecia aviculifera
Trematooecia aviculifera is een mosdiertjessoort uit de familie van de Colatooeciidae. De wetenschappelijke naam van de soort is, als Holoporella aviculifera, voor het eerst geldig gepubliceerd in 1923 door Ferdinand Canu en Ray Smith Bassler.